# 4279 De Gasparis
A 4279 De Gasparis (ideiglenes jelöléssel 1982 WB) a Naprendszer kisbolygóövében található aszteroida. Osservatorio San Vittore fedezte fel 1982. november 19-én. Nevét Annibale de Gasparis olasz csillagász után kapta.